# Епондејан
Епондејан (фр. Espondeilhan) је насеље и општина у јужној Француској у региону Лангдок-Русијон, у департману Еро која припада префектури Безје.
По подацима из 2011. године у општини је живело 974 становника, а густина насељености је износила 191,73 становника/km². Општина се простире на површини од 5,08 km². Налази се на средњој надморској висини од 60 метара (максималној 123 m, а минималној 60 m).

## Демографија
| 1962. | 1968. | 1975. | 1982. | 1990. | 1999. | 2011. |
| ----- | ----- | ----- | ----- | ----- | ----- | ----- |
| 316   | 354   | 323   | 356   | 517   | 623   | 974   |

График промене броја становника у току последњих година